# Glitra
Die Glitra war das erste im Ersten Weltkrieg versenkte Handelsschiff. Sie wurde am 20. Oktober 1914 vor der norwegischen Küste von dem deutschen U-Boot U 17 versenkt. 

## Geschichte

### Das Schiff
Das 866 BRT große, aus Eisen gebaute Dampfschiff wurde bei Swan Hunter in Wallsend gebaut und lief am 3. März 1881 vom Stapel. Es wurde auf den Namen Saxon Prince getauft und im Jahr 1884 als Frachtschiff für die britische Prince Steam Shipping Company (Prince Line) in Dienst gestellt. Sie war das erste Dampfschiff der Prince Line, die 1884 von dem Schiffsmagnaten James Knott gegründet worden war. Knott war seit 1875 in der Schifffahrt tätig, seine Flotte hatte bis dahin jedoch nur aus Segelschiffen bestanden. 
Die 65,53 Meter lange und 9,14 Meter breite Saxon Prince stand elf Jahre im Dienst der Prince Line, bis sie 1895 an die Reederei Christian Salvesen & Co. aus Leith bei Edinburgh verkauft wurde. Sie wurde in Glitra umbenannt und fuhr 19 Jahre für Salvesen. 

### Versenkung

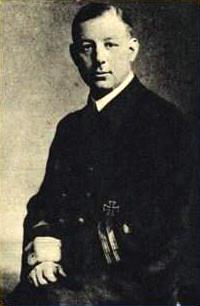
Kapitänleutnant Johannes Feldkirchner

Am 18. Oktober 1914 lief die Glitra unter Kapitän L. A. Johnston mit einer Ladung Kohle, Eisen und Öl in der kleinen Stadt Grangemouth bei Falkirk mit Ziel Stavanger aus. Zwei Tage später, am Mittag des 20. Oktober, befand sich das Schiff 14 Seemeilen vor der norwegischen Küste und war im Begriff, den Lotsen an Bord zu nehmen, als an Steuerbord das deutsche U-Boot U 17 unter Kapitänleutnant Johannes Feldkirchner auftauchte, der den Dampfer stoppen ließ. Ein bewaffneter Offizier und zwei weitere U-Boot-Männer setzten daraufhin in einem Boot zur Glitra über. Die Deutschen befahlen das Einholen der britischen Flagge und durchsuchten das Schiff anschließend. Feldkirchner hielt sich dabei genau an die Cruiser Rules.
Nachdem die Glitra durchsucht worden war, wurde der 17-köpfigen Besatzung zehn Minuten Zeit gegeben, das Schiff zu verlassen. Sobald dies geschehen war und alle sicher von Bord waren, öffneten die Deutschen die Seeventile im Maschinenraum der Glitra und setzten das Schiff unter Beschuss. Das norwegische Torpedoboot Hai beobachtete das Stoppen und Versenken der Glitra, griff jedoch nicht ein, da sich der Vorfall außerhalb norwegischer Hoheitsgewässer ereignete und Norwegen ein neutraler Staat war. 
U 17 schleppte die beiden Rettungsboote etwa eine Viertelstunde lang in Richtung der Küste. Nachdem das U-Boot weggetaucht war, näherte sich die Hai, nahm die Besatzung der Glitra aus den Rettungsbooten an Bord und brachte sie nach Skudeneshavn an der Südwestküste Norwegens. Es gab keine Todesopfer. Nach Angaben der New York Times war das Schiff nicht versichert.